# Fujiwara no Yorinaga
Fujiwara no Yorinaga, va ser un noble de la cort a finals del període Heian. Era tercer fill de Fujiwara no Tadazane, regent i canceller del clan Fujiwara del Nord. El seu rang oficial era el Primer Grau Júnior, el Ministre de l'Esquerra, guardonat pòstumament al Primer Grau Superior i el Gran Ministre d'Estat.
Se'l coneixia comunament com Uji Sadaijin. Va estar en conflicte amb el seu germà gran, Tadamichi, que era el regent, i amb el suport del seu pare, Tadazane, va treballar com a cap del clan Fujiwara i com a inspector per restaurar els antics costums i la disciplina, però la seva personalitat dura i intransigent li va valer el sobrenom d'Akusafu (Ministre de l'esquerra malvat). Més tard va perdre la confiança de l'emperador Toba i va caure del poder. Va ser acorralat pels seus enemics polítics, Bifukumon'in, Tadamichi i Shinzei, i va ser derrotat i assassinat a la Rebel·lió Hōgen. També és famós pel seu diari "Daiki", que dóna un relat detallat dels inicis de l'homosexualitat masculina i els costums de l'època.

## Biografia
Home talentós de la família regent

El seu nom d'infant era Ayawaka. L' any 1130, Nakamikado Munetada va triar entre diversos cognoms portats per Fujiwara no Atsumitsu perquè "aquests eren els cognoms dels Mido (Michinaga) i Ujidono (Yorimichi)" i va donar el nom de "Yorinaga" (Chuu-u-ki, entrada del 3 de gener). En arribar a la majoria d'edat, va ser ascendia a Cinquè Grau Júnior i nomenat Chamberlain, Major General de la Guàrdia Imperial i Governador d'Iyo. El mateix any esdevingué el vicecapità de la Guàrdia Dreta. El 1131, se li va concedir el rang de Tercer Grau Júnior. L'any següent, va ser ascendit a Gon Chunagon sense ser primer conseller. El 1133, es va casar amb Sachiko, la filla de Tokudaiji Saneyoshi, que era vuit anys més gran que ell. El 1134, esdevé Dainagon provisional. A més, quan la seva germana gran, Yasuko (Takayoin), va ser nomenada emperadriu de l'emperador retirat Toba, també va servir com a camarlenc de l'emperadriu. El 1136, va servir com a ministre de l'Interior i com a comandant en cap de la Guàrdia dreta. El 1139 es va convertir en el Tutor del Príncep hereu i també va exercir com a Comandant en Cap Esquerra de la Guàrdia Imperial.
El concurs per l'ingrés de Futako i Teruko a la família imperial

La família regent, que havia estat en un estat estret sota el govern claustral de l'emperador Shirakawa, va ser revisada quan va començar el govern claustral de Toba i la germanastra de Yorinaga, Yasushi, es va convertir en l'emperadriu de l'emperador Toba. Com que Tadamichi no va tenir successor, va adoptar Yorinaga el 1125. {Nota n. 1} No obstant això, quan el seu fill biològic, Motozane, va néixer el 1143, Tadamichi va voler que el seu propi descendent heretés la posició de regent, cosa que va provocar un conflicte amb Tadamichi i Yorinaga. {Nota n.2} El 1147, a causa de l'absència tant dels ministres d'esquerra com de la dreta, Yorinaga, el ministre de l'Interior, esdevingué Primer Lord i prengué el control dels afers de la Cort Imperial, aclaparant el regent, Tadamichi. El 1149, va ser ascendit al càrrec de ministre d'Esquerra.
El 4 de gener de 1150, l'emperador Konoe va celebrar la seva cerimònia de major edat, i el 10 del mateix mes, la filla adoptiva de Yorinaga, Takiko , va entrar a la Cort Imperial, i el 19 es va convertir en l'emperadriu. Tanmateix, al febrer, Tadamichi va adoptar la filla de Fujiwara no Koremichi, Teishi, i va demanar a l'emperador Toba, afirmant: "La filla de ningú que no sigui el regent no pot ser feta emperadriu" ("Daiki", entrada del 12 de febrer). Teishi era la filla adoptiva de Bifukumon'in, i es creu que Tadamichi va intentar mantenir la posició de regent per al seu propi llinatge cooperant amb Bifukumon'in. {Nota n.3} L'emperador Toba va intentar evitar involucrar-se massa en aquest tema i resoldre l'assumpte fent de Takuko l'emperadriu i Teishi l'emperadriu, però el conflicte entre Tadamichi, Yorinaga i Tadamichi estava ara irreparable.
Al cap del clan Fujiwara

El 26 de setembre, un Tadamichi enfurismat va confiscar la residència principal de la família Sekkanke, el palau d'Higashisanjo, així com els tresors, com el parament d'articles de color bermell, va despullar a Tadamichi de la seva posició com a cap del clan i el va donar a Yorinaga, i va renegar de Tadamichi. A més, el 3 de gener de 1151, l'any següent, Tadazane va confiscar els diaris originals de Fujiwara no Michizane i Fujiwara no Michimichi, que havia lliurat a Tadamichi, i els va donar a Yorinaga ("Daiki", entrada del 3 de gener de 1151). A més, dins del territori d'Ujidono de Tadazane, el territori de Kyogokudono que havia transferit a Tadamichi també va ser capturat i confiscat, i també donat a Yorinaga, però, Tadazane va continuar nomenant el majordom, i així el control de facto del territori de Kyogokudono va romandre a les mans de Tadazane. A més, la germana gran de Tadamichi, Yasuko (Takayoin), també va donar suport al seu germanastre Yorinaga, i li va lliurar el Palau Tsuchimikado, una de les bases de la família regent que ella posseïa. En aquesta situació, però, l'emperador Toba va mantenir una actitud ambigua, tal com havia fet amb l'anterior número d'ingrés a la Cort Imperial, i va emetre un decret imperial per inspeccionar l'interior del palau a Yorinaga, mentre deixava Tadamichi en el seu càrrec de regent. Això va provocar la situació inusual dels germans que ocupaven els càrrecs de Canceller i Naitan simultàniament. No obstant això, també hi ha una teoria que l'emperador Toba, que estava preocupat per l'allunyament de l'emperador Konoe, sospitava que Tadamichi, que estava ajudant l'emperador, era la causa d'aquesta separació i, per tant, va promoure Yorinaga per controlar Tadamichi. {Nota n. 4}
Segons el llibre Gukansho escrit pel fill de Tadamichi Jien, Yorinaga, que no va poder oblidar la bondat que sentia cap a Tadamichi per criar-lo com el seu fill, va intentar trobar una manera de millorar la seva relació mostrant tota la cortesia, com fer una reverència educada, quan es va trobar amb Tadamichi a la Cort Imperial, però els seus esforços van fracassar (tot i que va aconseguir la simpatia del seu pare i el seu germà).
Regnat i aïllament

Després d'assumir el càrrec de regent, Yorinaga estava ple d'entusiasme i pretenia reactivar els estudis acadèmics {nota n. 5} i revitalitzar el sistema polític laxista. El seu credo era repel·lir el malestar i la rebel·lió a tot el país d'acord amb la Constitució de disset articles del príncep Shotoku {nota n. 6} (Taiki, entrada per al 22 d'octubre, 2n any de l'era Koji). També va exigir un augment de l'impost anual sobre les seves propietats de Fujiwara no Motohira del clan Oshu Fujiwara, el poder del qual anava creixent, i va arribar a un acord el 1153. No obstant això, la política de Yorinaga, que posava èmfasi en la lògica del Codi Ritsuryo i el confucianisme i ignorava els costums reals, no va ser entesa pels qui l'envoltaven, i va incórrer en la reacció dels aristòcrates de rang mitjà i inferior que eren els seus servidors de confiança, el que va portar al seu aïllament. L'emperador Konoe també va començar a no agradar obertament a Yorinaga. {Nota n. 7}
Després d'això, Yorinaga es va convertir en un infant problemàtic, enfrontant-se repetidament amb els que l'envolten. Aquests inclouen un incident el setembre de 1151 quan va ordenar als seus familiars que destruïssin la mansió de Fujiwara no Ienari, un criat favorit de l'emperador Toba; santuari zu Hachiman-gu, que va provocar un vessament de sang i un incident el juny del mateix any quan un monjo del temple de Kofuku-ji va ser arrestat als terrenys del santuari Kamigamo-jinja; Encara que aquesta sèrie d'esdeveniments va ser pensada com un intent del mateix Yorinaga de disciplinar els seus subordinats, en canvi va aprofundir els seus conflictes amb les autoritats del temple i el santuari, fent que els monjos del temple Enryaku-ji maleïssin tota la muntanya l'abril de 1154 (el quart any de l'era Nihei). D'aquesta manera, Yorinaga va reforçar les forces oposades i va anar perdent la confiança de l'emperador retirat.
El 23 de juliol de 1155, l'emperador Konoe va morir. Els que van participar en la conferència reial per decidir el successor de l'emperador van ser Koga Masasada i Sanjo Kinnobu, tots dos nobles de la cort amb estrets vincles amb Bifukumon'in. El príncep Shigehito era el candidat més probable, però com a mesura provisional fins que l'altre fill adoptiu de Bifukumon'in, el príncep Morihito (posteriorment emperador Nijō), va pujar al tron, el seu pare, el príncep Masahito, va pujar al tron als 29 anys sense ser nomenat príncep hereu (emperador Goshirakawa). Això va ser perquè el príncep Morihito encara era un home jove, i hi havia preocupacions que no pujaria al tron per davant del seu pare supervivent, el príncep Masahito. S'especula que la sobtada entronització del príncep Masahito va ser deguda a les maquinacions de Shinzei, el marit de la nodrissa del príncep Masahito. En aquest moment tan important, Yorinaga no assistia al servei judicial a causa del dol per la seva dona, però ja s'havien escampat rumors que la mort de l'emperador Konoe va ser el resultat d'una maledicció llançada per Tadazane i Yorinaga, i va ser suspès de l'assistència a la cort i va ser expulsat efectivament del poder. L'esperit de l'emperador Konoe, que va aparèixer a través de la possessió espiritual, va dir: "Algú va clavar ungles als ulls de l'estàtua de Tenko a la muntanya d'Atago per maleir-me. Com a resultat, vaig patir una malaltia ocular i finalment vaig morir." Quan li van preguntar al capellà resident, aquest va respondre: "Algú el va colpejar a mitja nit fa uns cinc o sis anys". Yorinaga va escriure que era impossible que això fos possible, ja que no tenia ni idea de l'existència d'aquesta estàtua en primer lloc (Daiki, entrada del 27 d'agost de 1146). Els historiadors creuen que l'incident va ser un complot de Tadamichi i Shinzei. Tadazane va intentar recuperar la confiança de l'emperador posant a Yorinaga sota arrest domiciliari i utilitzant el seu enllaç, Takayoin, però les seves esperances es van frustrar quan Takayoin va morir al desembre.

## Rebel·lió de Hogen
- Per a més detalls, vegeu "Rebel·lió Hogen".

La situació va canviar dràstic-ament quan l'emperador Toba va morir el 2 de juliol de 1156. El 5 de juliol, en resposta als rumors que "l'emperador retirat i el Ministeri d'Esquerra s'han unit per aixecar un exèrcit i derrocar la nació", es van prendre mesures per aturar el moviment de samurais a Kyoto (Heihanki, entrada del 5 de juliol), i el 8 de juliol, el setè dia després de la mort de l'emperador retirat, es va emetre d'una província imperial a l'Emperador Gokawa Tadazane i Yorinaga de reunir forces militars de les seves finques. Al mateix temps, el tresorer Takashina Shunzei i els soldats de Minamoto no Yoshitomo van irrompre al Palau Higashi-Sanjo i van confiscar la mansió. La confiscació de càrrecs oficials era un càstig per als traïdors en què els seus béns eren confiscats, el que significa que Yorinaga havia estat acusat de traïció. Va ser sense precedents que el cap d'un clan fos acusat de conspirar un rebel, i Taira Nobunori, el majordom del clan Fujiwara, va expressar la seva consternació en el seu diari, el Heibanki, dient: "És difícil posar en paraules els detalls" (Heibanki, entrada del 8 de juliol). No hi ha cap indicació que Tadazane o Yorinaga van prendre cap acció abans o després d'això, i es creu que el camp de Go-Shirakawa/Morihito, després d'haver aconseguit mobilitzar els samurais i obtenir un avantatge aclaparador, va començar a provocar-los obertament. Tadazane i Yorinaga es van veure acorralats i no van tenir més remei que reunir un exèrcit per capgirar la situació.
Marcat com un traïdor, Yorinaga va decidir donar suport a l'emperador Sutoku per justificar el seu aixecament. Shirakawa Kitaden, que es va convertir en la base d'operacions de l'emperador retirat, va ser la llar d'aristòcrates com Fujiwara no Norichika, un col·laborador proper de l'emperador retirat, i els germans Fujiwara no Morinori i Tsunenobu, que eren parents de Yorinaga per part de la seva mare, així com els samurais Taira no Taira no Iamoda i Taira no Iamoda però, el seu poder de lluita es limitava als soldats privats de la família regent, i eren extremadament febles i en desavantatge. En un consell militar, Minamoto no Tametomo va suggerir un atac nocturn al palau de Takamatsu, però Yorinaga va rebutjar això i va decidir esperar reforços de Yamato, inclòs un grup de monjos malvats del temple de Kofuku-ji liderats per Nobuzane.
El bàndol de l'Emperador va mobilitzar els seus guerrers, dient: "Els rumors que circulen des de fa dies ja han sortit a la llum" (Heihanki, entrada del 10 de juliol), i va llançar un atac nocturn al Palau Unkai Kahoku el dia 11. El Palau de Shirakawa Kitaden va ser incendiat i la batalla va acabar amb la victòria del bàndol de l'Emperador, que tenia un nombre superior. Quan el bàndol de l'emperador retirat es va enfonsar, Yorinaga va ser portat pel seu majordom Fujiwara no Shigetaka i va escapar del Palau Imperial a cavall, però va resultar greument ferit quan una fletxa disparada per Minamoto no Shigesada li va travessar el coll. El dia 12, patint debilitat a causa de l'hemorràgia, es va dirigir cap a Arashiyama, i el 13 va travessar el riu Oi (actual riu Katsura) en vaixell, passant per l' estany d'Oguraike i continuant la seva escapada cap a Kizu la ferida al coll (segons el "Hogen Monogatari", Yorinaga es va suïcidar mossegant-se la llengua). Va morir als 37 anys. {nota n. 8} {nota n. 9} El seu cos va ser enterrat a Hannya-no a Nara, però va ser sotmès a la ignomínia de ser exhumat i examinat per ordre de Shinzei. A més, el territori de Kyogokuden, que havia estat propietat de Yorinaga, va ser estalviat de la confiscació per part de la Cort Imperial en ser revertit a la propietat de Tadamichi a través de Tadazane, però el territori personal de Yorinaga va ser confiscat i assignat al territori Goin de l'emperador Goshirakawa, que més tard es va convertir en la base de la mansió, un gran grup de mansions de Chokodo.
Després de la mort de Yorinaga, el seu fill gran, Moronaga, el seu segon fill, Kanenaga, el seu tercer fill, Takanaga, i el seu quart fill, Norinaga, van ser tots exiliats, i els tres, excepte Moronaga, van morir als seus respectius llocs d'exili. {Nota n. 10} Moronaga va ser l'únic que va sobreviure i tornar a la capital, i encara que després va ser ascendit al càrrec de primer ministre, va ser de nou exiliat per Taira no Kiyomori, portant una vida convulsa.
Durant un temps després del final de la Rebel·lió Hogen, Yorinaga va ser tractat com un criminal. La visió de la Cort Imperial de Yorinaga com a criminal no va canviar fins i tot després que el seu fill, Morinaga, va poder tornar a Kyoto i es va convertir en un ajudant proper de l'emperador Goshirakawa. No obstant això, 21 anys més tard, el 1177, incidents importants com la petició del temple d'Enryaku-ji, el foc d'Angen i la conspiració Shishigatani es van produir un rere l'altre a la capital, i la Cort Imperial va començar a témer que fossin maleïts pels esperits venjatius dels que havien comès la Rebel·lió Hogen. El 3 d'agost del mateix any, per tal d'apaivagar els esperits venjadors de l'emperador, el títol pòstum de l'emperador retirat Sutoku, "Sanuki-in", va ser canviat per "Sutoku-in", i Yorinaga va rebre pòstumament el rang de Shoichii i el títol de Gran Ministre d'Estat (Hyakurensho).

## Persona
Quan era nen, va desobeir les ordres de Tadazane i va anar a cavall per les muntanyes i els camps, però va caure del cavall i gairebé va perdre la vida, fet que va provocar un canvi de cor i va començar a estudiar molt ("Daiki", entrada del 30 de desembre de 1271). Després d'això, va llegir un gran nombre de llibres japonesos i xinesos i es va convertir en un home de gran coneixement que va ser reconegut per tothom. {Nota n. 11} El seu nebot, Jien, el va elogiar pels seus coneixements acadèmics al Gukansho, anomenant-lo "el millor estudiant universitari del Japó {Nota n. 12} (daigakusho) i ric en talent per als estudis japonesos i xinesos". Durant la cerimònia Daijosai al novembre del primer any de l'era Koji (1142), es va quedar despert tota la nit investigant els rituals de purificació, i després va passar 10 dies escrivint un extens registre de la cerimònia, demostrant les seves excel·lents habilitats administratives. També va estudiar inmyō amb el monjo budista Zōshun i va escriure un llibre sobre inmyō anomenat "Safu-shō". També tenia una inclinació pel confucianisme, però sorprenent-ment no era bo en literatura, i va declarar obertament que "no podia suportar el camí de la poesia waka", i tampoc era bo amb la poesia xinesa.
La naturalesa dura i estricta de Yorinaga era tan gran que va ser descrit com "sinistre i traïdor en tot" i va ser conegut com "Aku Safu" ("ministre malvat"). No obstant això, aquest "aku" no vol dir "dolent" en el sentit modern, sinó que era una expressió de temor per la seva naturalesa, habilitats i accions no convencionals. No obstant això, també hi ha molts registres de represàlies privades. Per exemple, va estar tan enfurismat quan l'assassí d'un funcionari de Dajokan va ser alliberat sota el perdó que va ordenar a Hata no Kinshun que l'assassinés, i va escriure al seu diari que "l'estava castigant en nom del cel" ("Daiki", entrada del 17 de desembre de 1294).
Es creu que Yorinaga era bisexual. La seva vida privada va estar marcada per l'afició per l'homosexualitat, com es pot veure en els nombrosos incidents registrats al seu diari, "Daiki". Els detalls han estat aclarits a través de la investigació de Higashino Haruyuki i Gomi Fumihiko, i els noms dels seus amants masculins s'han identificat com els seus assistents Hata no Kinharu i Hata no Kanenari, així com els nobles de la cort Fujiwara no Tadamasa, Fujiwara no Tamemichi, Fujiwara no Fujiwara i Fujia no Fujiwara, no Fujiwara, no Fujiwara no Tadamasa Wara no Narichika, i Minamoto no Narimasa. Gomi assenyala que fins a quatre d'aquests eren parents de Fujiwara no Ienari, que era un poderós ajudant de l'emperador retirat.
En el Taiki, hi ha un passatge que quan, de nen, el seu gat de companyia va emmalaltir, va pintar una estàtua de mil braços i li va resar, curant-lo, i que quan el gat va morir després de viure fins als deu anys, va tenir el gat embolicat amb una túnica i enterrat en un cofre.

## Carrera oficial
- Data = calendari lunar
- Maig 1120: Naixement
- 5è any de Taiji (1130)
  - 3 de gener: Sala Infantil
  - 19 d'abril: Cerimònia de la majoria d'edat. Cinquè rang inferior . Naishoden (emperador Sutoku). Tots dos emperadors (l'emperador Toba i Taikenmon'in) van pujar al tron. Carta de colors prohibits
  - 23 de juny: Chamberlain
  - 23 d'agost: General de Divisió de la Guàrdia Dreta
  - 5 d'octubre: Tinent General de la Guàrdia Dreta
- 6è any de Taiji (1131)
  - 2 de gener: Quart Júnior
  - 22 de gener: simultàniament exercint com a governador d'Iyo
  - 17 d'agost, 1r any de l'era Tensho: Shoshii ( quart rang inferior)
  - 24 de desembre: Tercer Grau Júnior . El vicecapità dret de la Guàrdia Imperial, Nyogen
- Primer any de l' era Chosho (1132)
  - 7 d'octubre: tercera classificació (premi per al servei commemoratiu i visita imperial a Shirakawa Amida Hall)
  - 25 de desembre: Gon Chunagon . El vicecapità dret de la Guàrdia Imperial, Nyogen
- 2 de gener de 1133 (Chōshō 2): Segon rang júnior
- 1134 (3r any de l'era Chosho)
  - 5 de gener: Shonii
  - 22 de febrer: Gon Dainagon
  - 19 de març: simultàniament serveix com a camarlenc de l'emperadriu (emperadriu Fujiwara Yasuko)
- 8 de febrer de 1135 (4t any de Chosho): va ocupar simultàniament el càrrec d' Ukon'e Taisho (comandant de la Guàrdia Dreta )
- 1136 (2n any de Hōen)
  - 9 de desembre: ministre de l'Interior
  - 13 de desembre: General de la Guàrdia Dreta Nyogen
- 1139 (5è any de Hōen)
  - 17 d'agost: nomenat com a tutor del príncep hereu (príncep hereu i príncep Taihito)
  - 16 de desembre: Simultàniament va ocupar el càrrec de general de la Guàrdia d'Esquerra
- 1140 (6è any de Hōen) (21 anys)
  - 22 de febrer: Dimissió com a general de la Guàrdia d'Esquerra
- 7 de desembre de 1141 : Dimissió de Togufu (l'emperador Konoe puja al tron)
- 29 de març de 1147: el clan Tachibana assumeix el càrrec de Koremasa
- 1148 (4t any de Kyūan)
  - 14 de desembre: alliberat per mort de la mare adoptiva
  - 28 de desembre: Reintegrat
- 28 de juliol de 1149 (5è any de Kyūan): Ministre d'esquerra . Primera categoria júnior
- 26 de setembre de 1150: Esdevé cap del clan Fujiwara
- 1151 (7è any de Kyūan)
  - 16 de gener: Anunci d'obertura
  - 24 de gener: rep una guàrdia personal
- 11 d'abril de 1153 (3r any de Nihei ) - Va presentar una petició per declinar el servei militar
- 25 de desembre de 1154: Li van fer el mateix servei militar que abans.
- 1155 (Kyushu 2)
  - 27 d'abril: Presentació d'una petició per declinar els càrrecs de Ministre d'Esquerra, Inspector i Soldat.
  - 2 de maig: va presentar una petició per declinar el servei militar
  - 10 de maig: Presentació d'una petició de dimissió del càrrec de ministre d'Esquerra
  - 24 de juliol: les previsualitzacions suspeses
- 1156 (3r any de Kuju)
  - 2 de febrer: decret imperial per continuar en el càrrec de ministre d'Esquerra
  - 10 de juliol, 1r any de l'era Hogen: viatges d'Uji al Palau Shin'in (Shirakawa Kitaden )
  - 11 de juliol: va ser colpejat al coll per una fletxa perduda durant una batalla.
  - 14 de juliol: Mor a Narasaka, on havia fugit
- 3 d'agost de 1177 (3r any d' Angen ) - Atorgat pòstumament el títol de Shoichii i Daijo-daijin

## Genealogia
- Pare: Fujiwara Tadazane
- Mare: Filla de Fujiwara no Morizane
- Esposa: Fujiwara Sachiko - filla de Tokudaiji Saneyoshi
  - Filla adoptada: Fujiwara Takiko (1140-1202) - Emperadriu de l'emperador Konoe i emperador Nijō , filla de Tokudaiji Kinnobu
- Esposa: Filla de Minamoto no Shigetoshi
  - Segon fill: Fujiwara Kanenaga (1138-1158)
  - Tercer fill: Fujiwara Takanaga (1141-?)
  - Quart fill: Norinaga (1145-?)
- Esposa: Filla de Minamoto Nobumasa
  - Fill gran : Fujiwara no Moronaga (1138-1192)